# Józef Świeżyński

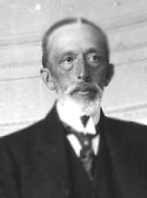
Józef Świeżyński, vor 1933

Józef Świeżyński (* 19. April 1868 in Wlonice; † 12. März 1948 in Sandomierz) war ein polnischer Politiker und Ministerpräsident.

## Leben
Nach dem Studium der Medizin war er als Arzt tätig. 1893 wurde er zunächst Mitglied der von Roman Dmowski gegründeten Nationalen Liga (Liga Narodowa), ehe er 1905 der ebenfalls von Dmowski 1897 gegründeten National-Demokratischen Partei (Stronnictwo Narodowo-Demokratyczne) beitrat.
Am 23. Oktober 1918 wurde er als Nachfolger von Jan Kanty Steczkowski Ministerpräsident des Regentschaftskönigreichs Polen. Dieses Amt übte er bis zu seiner Ablösung durch Władysław Wróblewski am 3. November 1918 aus.